# شرکت دخانیات ایران
شرکت دخانیات ایران، یکی از قدیمی‌ترین شرکت‌های تهیه، تولید و توزیع تنباکو و دخانیات در ایران است که از سال ۱۳۱۶ هجری خورشیدی در ایران فعالیت می‌کند. این شرکت در چندین شهر غیر از تهران نیز دارای کارخانجات است. از مهم‌ترین مراکز تولید این شرکت «مجتمع‌های دخانیات تهران، گیلان، گلستان، آذربایجان غربی، اصفهان، کردستان و مازندران» می‌باشد. سیگارهای تیر، بهمن و فروردین از شناخته‌شده‌ترین برندهای ایرانی این شرکت هستند.

## محصولات
- برندهای خانواده بهمن (بهمن کوچک، متوسط، بهمن لایت، بهمن الترالایت، بهمن فول فلیور، بهمن کتابی، بهمن نانو)
- برندهای خانواده تیر (تیر متوسط، تیر فول فلیور، تیر پنج ستاره)
- زیکا( کوچک، لایت)
- تی فور (T4)
- انواع تنباکو (سنتی و معسل)
- سیگار بهمن مشکی
- سیگار فروردین
- سیگار بهمن
- سیگار اشنو ویژه
- سیگار تیر
- سیگار هما فیلتردار
- سیگار ۵۷[۳]

## تاریخچه
نخستین دخالت ایران در امور مربوط به دخانیات به سال ۱‍۲۹۴ خورشیدی باز می‌گردد. پیش از آن، تجارت داخلی و خارجی دخانیات آزاد بود. بنابر آمار سال ۱۹۱۰ (۱۲۸۹ خورشیدی)، سالیانه معادل ۲۵۰ تا ۲۶۰ هزار تومان توتون و تنباکوی فرآوری شده و فرآوری نشده به کشور وارد می‌شد و مالیات و عوارض گمرکی آن مانند کالاهای دیگر بود. تولید توتون و تنباکو در داخل نیز در سال ۱۲۹۴ حدود سه هزار تن برآورد می‌شد. در سال ۱۲۹۴ دولت میرزا حسن خان مشیرالدوله تصمیم به وضع مالیاتی بیش از کالاهای دیگر بر توتون و تنباکو گرفت و لایحه‌ای به مجلس شورای ملی داد که در ششم مهر ۱۲۹۴ به تصویب رسید و بر توتون و تنباکوی تولید شده در ایران، سی درصد مالیات بست. 
در سال ۱۳۰۳ دولت رضاخان سردارسپه تصمیم به اصلاح قانون دخانیات گرفت و ذکاءالملک فروغی لایحه‌ای در ۲۷ اسفند به مجلس داد تا مالیات مستقیم از زارعان توتون و تنباکو گرفته نشود، بلکه فروشندگان این کالا برای تنباکو منى چهار قران، برای توتون چپق منى یک تومان و برای توتون سیگار منی پانزده قران مالیات بپردازند. توتون و تنباکوی صادراتی از مالیات معاف و در مورد توتون و تنباکوی مالیاتی قرار شد مالیاتى معادل تفاوت بین حقوق گمرکى دخانیات و مالیات داخلى گرفته شود. 

### موسسه انحصار دخانیات
برنامه‌های عمرانی دوران پادشاهی رضاشاه نیازمند هزینه‌ها و اعتباراتی بود که دولت برای تآمین آن، تجارتهای سودآور را به انحصار خود در می‌آورد، مانند تجارت قند و شکر که هزینه احداث راه‌آهن با آن تآمین شد. در همین راستا در سال ۱۳۰۷ دولت مخبرالسلطنه هدایت در صدد برآمد تجارت دخانیات را نیز دولتی کند. نصرت‌الدوله فیروز وزیر مالیه در سیزدهم دی آن سال «قانون انحصار دولتی دخانیات» را به مجلس شورای ملی داد تا ورود و صدور، خرید و فروش، تهیه و نگاهدارى و حمل‌ونقل دخانیات و کاغذ سیگار را در کشور به انحصار دولت درآورد. دولت استدلال کرد که مالیات و عوارض گمرکی که از از دخانیات گرفته می‌شد در اجرا با اشکال روبرو بود و تا آن زمان نتوانسته بود به‌درستی اجرا شود. همچنین، پایین بودن کیفیت دخانیات تولیدی در کشور و نداشتن بازار کافى در خارج، مداخله دولت را ناگزیر می‌کرد تا محصول تنباکوی کشت شده در کشور را بهبود بخشد و برای آن در خارج بازار فراهم کند. در همین لایحه برای اعمال انحصار دولت بر تجارت دخانیات، دو میلیون تومان از مجلس برای تأسیس «موسسه انحصار دخانیات» خواسته شد.  این لایحه در ۲۹ اسفند ۱۳۰۷ به تصویب مجلس رسید.

## اهداف و فعالیت‌ها
شرکت دخانیات ایران برای تأمین نیاز داخلی ایران فعالیت می‌کند. این شرکت بنابر قانون انحصار دخانیات فعالیت می‌کند. شرکت دخانیات ایران انواع سیگارت بهمن، فروردین، تیر، و محصولات تحت لیسانس شرکت‌های بزرگ دخانیاتی جهان را تولید و عرضه می‌کند.
شرکت دخانیات ایران دارای هفت مجتمع بزرگ در استان‌های تهران، کردستان، آذربایجان غربی، اصفهان، گیلان، مازندران و گلستان و چندین اداره کل و اداره در ایران است. از سال ۱۳۸۱ هجری خورشیدی پس از امضاء قراردادهایی با شرکت‌های JTI و BAT سامانه تولید خود را متحول و به روز کرد. ورود فناوری‌های مختلف همانند کشت فلو سیستم توتون از دستاورد این همکاری بود. 
تغییرات پی‌درپی در مدیریت عامل شرکت و برنامه‌های استراتژیک آن در سال‌های اخیر، روند روبه رشد فعالیت‌های شرکت دخانیات را متوقف و در بسیاری موارد معکوس نموده‌است. از آثار برنامه‌ریزی‌های غیرکارشناسی از سال ۱۳۸۹ به بعد، افزایش سطح قاچاق سیگارهای خارجی به داخل و کاهش سهم از بازار محصولات شرکت دخانیات ایران و نیز عدم رضایت وزارت بهداشت می‌باشد. اکنون این شرکت محصولات خود را با قیمت بسیار ارزان وارد بازار نموده و در سطح سیگارهای لوکس و گران‌قیمت هیچ گونه محصولی تولید نمی‌نماید. عدم فعالیت شرکت دخانیات همانند سال‌های اولیه دهه هشتاد هجری، موجب افزایش سود و فروش محصولات شرکت‌های خارجی در بازار رقابت داخلی شده‌است.
در سال ۱۳۹۱ وزارت صنایع تصمیم به خصوصی‌سازی بخش‌های عمده‌ای از شرکت دخانیات ایران گرفت که به گونه‌ای با قانون انحصار دخانیات که از نود سال پیش وضع و اجرا گردیده، منافات داشت.
بحث مهم سال ۱۳۹۱ شرکت دخانیات علاوه بر خصوصی‌سازی افزایش قیمت محصولات تولیدی این شرکت بدون از دست دادن مشتریان خاص خود می‌باشد. اصولاً بحث قیمت در مدیریت قیمت‌گذاری محصولات شرکت‌های صنعتی بحثی کاملاً تخصصی بوده که برای انجام آن نیاز به طراحی و اجرای طرح‌های دقیق مطالعاتی و اجرائی می‌باشد. تورم در ایران در ماه‌های آخر سال ۱۳۹۱ بطور گسترده‌ای اقتصاد کشور را ناپایدار کرد.
مبحث انتخاب مدیران و رؤسای کارآمد که با اصول اساسی مدیریت و اخلاق حرفه‌ای آشنا بوده و شایستگی لازم و کافی برای احراز پست‌های مختلف داشته باشند از بحث‌های مهم شرکت دخانیات می‌باشد که به آن توجه مناسبی نشده‌است. وجود افراد مختلف ناآشنا با اصول مورد اشاره منجر به افت بهره‌وری و ایجاد ضرر وزیان برای شرکت دخانیات و ایجاد انحصار در بخش‌های مختلف و ساخت موانع گوناگون بر سر راه متخصصان و کارشناسان خدمتگزار شرکت شده‌است.
در اواخر سال ۱۳۹۱ بنابر تصویب هیئت وزیران ۵۵ درصد از سهام شرکت دخانیات ایران به همراه سهام چندین شرکت دیگر دولتی به صندوق بازنشستگی فولاد واگذار گردید و این صندوق به وزارت رفاه و تأمین اجتماعی منتقل گردید.
در سال ۱۳۹۲ بازار کالاهای دخانی پس از رشدی مختصر با رکود و کاهش قیمت و فروش مواجه شد. در این میان مرکز نظارت بر صنعت دخانیات وابسته به وزارت صنایع متولی اصلی تنظیم و کنترل بازار کالاهای دخانی بوده و شرکت دخانیات ایران همانند دیگر شرکت‌های بخش خصوصی، تنها در زمینه تولید و فروش انواع سیگار نقش دارد.

## برند شرکت دخانیات ایران
برند شرکت دخانیات ایران در سال ۱۳۹۲ در دهمین جشنواره ملی قهرمانان صنعت ایران به عنوان یکی از ۱۰۰ برند برتر ایران شناخته شد.